# 芸道一代
「芸道一代」（げいどういちだい）は、1967年（昭和42年）9月25日に発売された、美空ひばりの楽曲。

## 概要
元々は、ひばりの芸能生活20周年記念を機に制作されたアルバム『歌は我が命』に収録されていた曲であり（この『歌は我が命』アルバムはその後、毎年ひばりの誕生日（5月29日）に全10集まで発売された）、芸の道に生きる女の心情を歌った曲である。曲の歌詞が、芸能界を二人三脚で歩いてきたひばりと母：加藤喜美枝の姿と重なっている。そのためか、喜美枝はひばりの曲の中で本曲をとても気に入っていたという。
ひばり自身も、本曲をステージ・ライブなどで多く披露しており、1981年に彼女の芸能生活35周年を記念して開催された日本武道館ライブでも、当時病床で危篤状態にあった母に本曲を涙ながらに歌い、捧げた。
また、1988年7月29日に開催された第15回広島平和音楽祭でも、この日が祥月命日であった母へ「心の供養として」本曲を歌唱した。当時、ひばりは両側大腿骨骨頭壊死と慢性肝炎で約3か月の入院生活を終え、東京ドームでの復活公演を終えた直後で、ステージの階段の段差を一人で上ることさえやっとの状況で、楽屋では点滴を打ちながらベッドで横になっているなど歌うことさえ大変困難な状況であったが、それでも本曲を含め、「一本の鉛筆」・「人生一路」・「愛燦燦」など他数曲を熱唱した。
1967年の「第18回NHK紅白歌合戦」では、ひばりにとって5年連続となる紅組トリ（同年は大トリ）の位置で歌唱された。

## 収録曲
1. 芸道一代
作詞：西條八十、作曲：山本丈晴、編曲：佐伯亮
2. ひばりの子守唄
作詞：三浦康照、作曲・編曲：市川昭介